# Nellimarla
Nellimarla är en ort i Indien.   Den ligger i distriktet Vizianagaram District och delstaten Andhra Pradesh, i den sydöstra delen av landet, 1 300 km sydost om huvudstaden New Delhi. Nellimarla ligger 48 meter över havet och antalet invånare är 19 352.
Terrängen runt Nellimarla är varierad. Runt Nellimarla är det tätbefolkat, med 570 invånare per kvadratkilometer. Närmaste större samhälle är Vizianagaram, 5,8 km sydväst om Nellimarla. Omgivningarna runt Nellimarla är en mosaik av jordbruksmark och naturlig växtlighet.